# Оберлін (Луїзіана)
Оберлін (англ. Oberlin) — місто (англ. town) в США, в окрузі Аллен штату Луїзіана. Населення — 1402 особи (2020).

## Географія
Оберлін розташований за координатами 30°36′7″ пн. ш. 92°46′36″ зх. д. / 30.60194° пн. ш. 92.77667° зх. д. (30.602020, -92.776585).  За даними Бюро перепису населення США в 2010 році місто мало площу 11,35 км², з яких 11,35 км² — суходіл та 0,01 км² — водойми.

## Демографія
Згідно з переписом 2010 року, у місті мешкало 1770 осіб у 695 домогосподарствах у складі 416 родин. Густота населення становила 156 осіб/км².  Було 792 помешкання (70/км²).
Расовий склад населення:
| - 54,5 % — білих - 40,2 % — чорних або афроамериканців - 1,5 % — азіатів - 0,8 % — корінних американців |

До двох чи більше рас належало 2,4 %. Частка іспаномовних становила 1,0 % від усіх жителів.
За віковим діапазоном населення розподілялося таким чином: 24,3 % — особи молодші 18 років, 57,8 % — особи у віці 18—64 років, 17,9 % — особи у віці 65 років та старші. Медіана віку мешканця становила 41,6 року. На 100 осіб жіночої статі у місті припадало 93,2 чоловіків;  на 100 жінок у віці від 18 років та старших — 87,9 чоловіків також старших 18 років.
Середній дохід на одне домашнє господарство  становив 49 253 долари США (медіана — 36 250), а середній дохід на одну сім'ю — 50 257 доларів (медіана — 47 083). Медіана доходів становила 46 000 доларів для чоловіків та 26 296 доларів для жінок. За межею бідності перебувало 25,3 % осіб, у тому числі 29,6 % дітей у віці до 18 років та 51,8 % осіб у віці 65 років та старших.
Цивільне працевлаштоване населення становило 717 осіб. Основні галузі зайнятості: мистецтво, розваги та відпочинок — 31,4 %, освіта, охорона здоров'я та соціальна допомога — 22,5 %, публічна адміністрація — 15,2 %.